# Glaresis desperata
Glaresis desperata är en skalbaggsart som beskrevs av Clarke H. Scholtz 1983. Glaresis desperata ingår i släktet Glaresis och familjen Glaresidae. Inga underarter finns listade i Catalogue of Life.